# Megan Gilkes
Megan Gilkes (Richmond Hill, 6 november 2000) is een Canadees autocoureur.

## Carrière
Gilkes begon haar autosportcarrière in het karting in 2010, waarin zij tot 2016 in uitkwam. In 2017 stapte zij over naar het formuleracing en debuteerde zij in de Canadese F1200. Zij behaalde hierin twee overwinningen en stond in acht andere races op het podium, waardoor zij op de derde plaats in het klassement eindigde. In 2018 reed zij een tweede seizoen in dit kampioenschap en behaalde een overwinning op Mosport Park. Met podiumplaatsen in zes andere races verbeterde zij zichzelf naar de tweede plaats in de eindstand. In deze twee jaren reed zij ook een aantal races in de Formula Vee in de Verenigde Staten en Brazilië.
In 2019 maakte Gilkes haar Formule 3-debuut in het Amerikaanse Formule 3-kampioenschap, waarin zij vanaf het derde raceweekend op het Pittsburgh International Race Complex uitkwam voor het team Momentum Motorsports. Dat jaar werd zij tevens geselecteerd als een van de achttien coureurs in het eerste seizoen van de W Series, een kampioenschap waar enkel vrouwen aan deelnemen. Zij kende echter een moeilijk seizoen en tijdens de race op de Norisring werd zij vanwege haar gebrek aan resultaten eenmalig vervangen als racecoureur door Vivien Keszthelyi. In het volgende weekend op het TT-Circuit Assen keerde zij terug en startte zij in de experimentele, niet voor het kampioenschap meetellende race op zondag vanaf pole position, omdat zij de laatste plaats in de tussenstand bezette. Zij won de race met drie duizendsten van een seconde voorsprong op nummer twee Alice Powell.
In 2020 keerde Gilkes terug naar haar geboorteland Canada om deel te nemen aan het Ontario Formula 1600 Championship, waarin zij achter Mac Clark tweede werd. Ook werd zij twintigste in het Formula Ford Festival, gehouden op Brands Hatch. In 2021 reed zij in de Pro-klasse van het National Formula Ford Championship, gehouden in het Verenigd Koninkrijk, en werd zij voor Kevin Mills Racing tiende in de eindstand. In 2022 stapte zij over naar het nieuwe GB4 Championship, waarin zij uitkwam voor het team Hillspeed. Zij won twee races op het Snetterton Motor Racing Circuit en op Donington Park, en behaalde ook op Silverstone een podiumplaats. Met 375 punten werd zij zesde in het klassement.
In 2023 stapt Gilkes over naar de F1 Academy, een nieuwe klasse voor vrouwen die door de Formule 1 wordt georganiseerd, waarin zij voor Rodin Carlin rijdt.